# Emil Hermann Hartwich
Emil Hermann Hartwich (født 13. juli 1801 i Bensdorf, Brandenburg, død 17. marts 1879 i Berlin) var en tysk jernbaneingeniør.
Efter at have besøgt gymnasiet i Brandenburg og derefter i adskillige år virket ved forskellige vandbygningsarbejder, først i Schlesien, senere i Danzig, hvor Hartwich blandt andet fuldførte molerne i Neufahrwasser og de med gennembrydelse af Weichsel til Østersøen ved Neufähr forbundne arbejder, foretog han 1841 en rejse i Belgien, Holland, England og Østrig, hvorefter han 1845 overtog bygningen af banen Stargard–Posen.
År 1849 ansattes Hartwich under handelsministeriet og beskæftigede sig i denne stilling navnlig med jernbanevæsenet; 1855 udnævntes han til Geheime Oberbaurat og fungerede som præsident for klassen for transportvæsen på verdensudstillingen i Paris.
År 1856 trådte Hartwich ud af statens tjeneste og overtog ledelsen af Rheinische Eisenbahngesellschafts nybygninger, i hvilken stilling han udfoldede en stor og i flere retninger banebrydende virksomhed. Af hans betydeligste arbejder her skal nævnes: anlægget af færgerne over Rhinen ved Rheinhausen, Griethausen og Bonn og buebroen over Rhinen ved Koblenz, der var en af de første broer af denne art og har tjent som forbillede for adskillige senere. Endvidere indførte han et centralsporskiftesystem på de rhinske jernbaner og konstruerede en overbygning helt af jern (skinne og langsvelle i eet stykke).
År 1870 trådte Hartwich igen ind i statens tjeneste som virkelig Geheime Oberregierungsrat, og 1872 overtog han ledelsen af Deutsche Eisenbahnbaugesellschaft, men trådte, efter adskillig uheld og efter at have tabt en stor del af sin formue, tilbage, hvorefter selskabet snart opløste sig.
Af Hartwichs ikke få skrifter skal særlig nævnes Die Erweiterungsbauten der Rheinischen Eisenbahn (1864-67); desuden har han i særlige skrifter ellers i tidsskriftartikler behandlet en mængde vigtige spørgsmål fra jernbanevæsenets område.

## Weblinks
- Wikimedia Commons har flere filer relateret til Emil Hermann Hartwich